# セルゲイ・プロクジン＝ゴルスキー

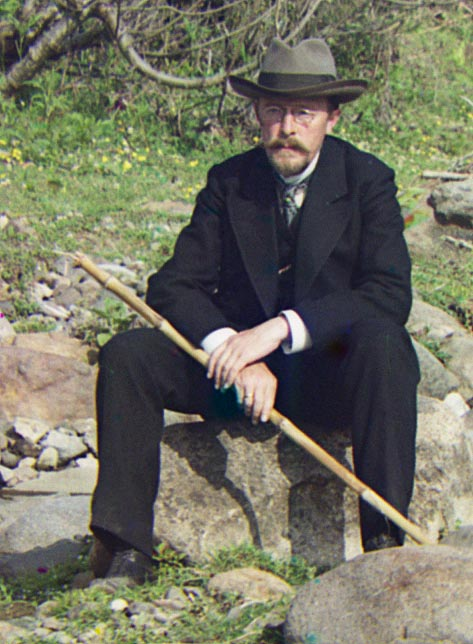

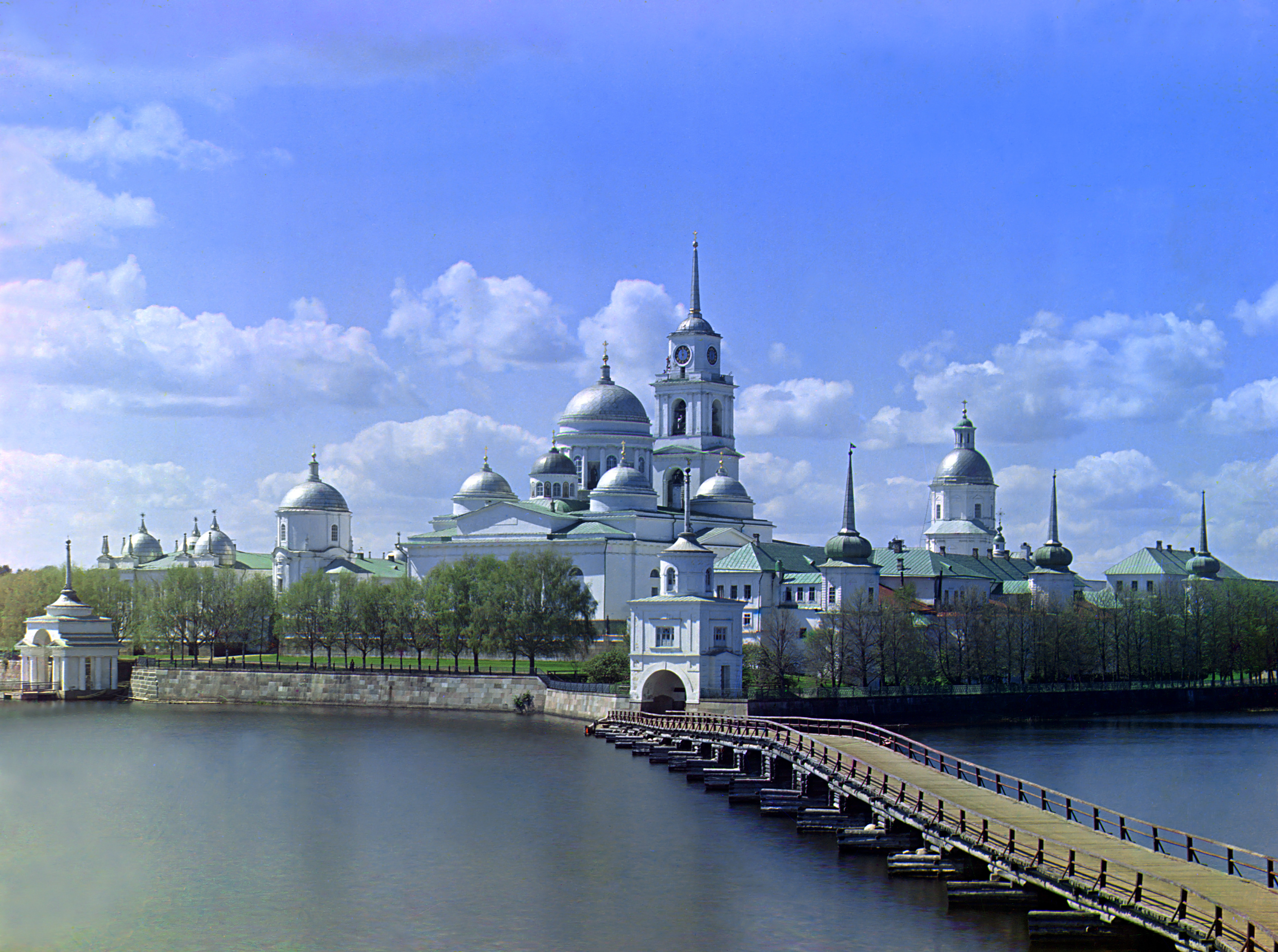
ロシア・セリゲル湖の島にある正教会の聖ニル修道院。1910年に撮影。

セルゲイ・ミハイロヴィチ・プロクジン=ゴルスキー（ロシア語：Сергей Михайлович Прокудин-Горский、スィルギェーイ・ミハーイラヴィチュ・プラクーヂン=ゴールスキイ、ラテン文字表記の例：Sergey Prokudin-Gorsky、1863年8月31日  - 1944年9月27日） は、ロシアの写真家である。

## 人物・生涯
ムーロムに生まれ、家族とともにサンクトペテルブルクに移ると、サンクトペテルブルク国立工業大学でドミトリ・メンデレーエフのもとで化学を学び、帝国芸術アカデミーで音楽と絵画を学んだ。
赤・青・緑のフィルターを通して3枚のモノクロ乾板を素早く連続撮影することによりカラー写真を撮る方法を開発（三色合成）。ニコライ2世の援助によりロシア各地を撮影して数千枚のカラー写真を残した。これらの写真はロシア革命により失われたものが多い帝政ロシア末期の貴重な記録として現在も評価が高い。これらの写真を基にした印刷物も残した。
ロシア革命後にパリへ逃れ、同地で没した。彼が撮影した膨大な写真乾板は戦火を避けてパリの地下室に秘匿され、第二次世界大戦後にアメリカ議会図書館に買い取られた。現在では、デジタル合成により復元されたカラー画像がインターネットにより広く知られるようになった。

## 撮影場所
- チュメニ
- ガグラ
- ズラトウースト
- ペトロザヴォーツク
- ビービー・ハーヌム・モスク
- スターリツァ
- カスピ海横断鉄道
- チュソヴァヤ川
- ペルミ
- カマ川
- ノヴァヤ・ラドガ

## ギャラリー

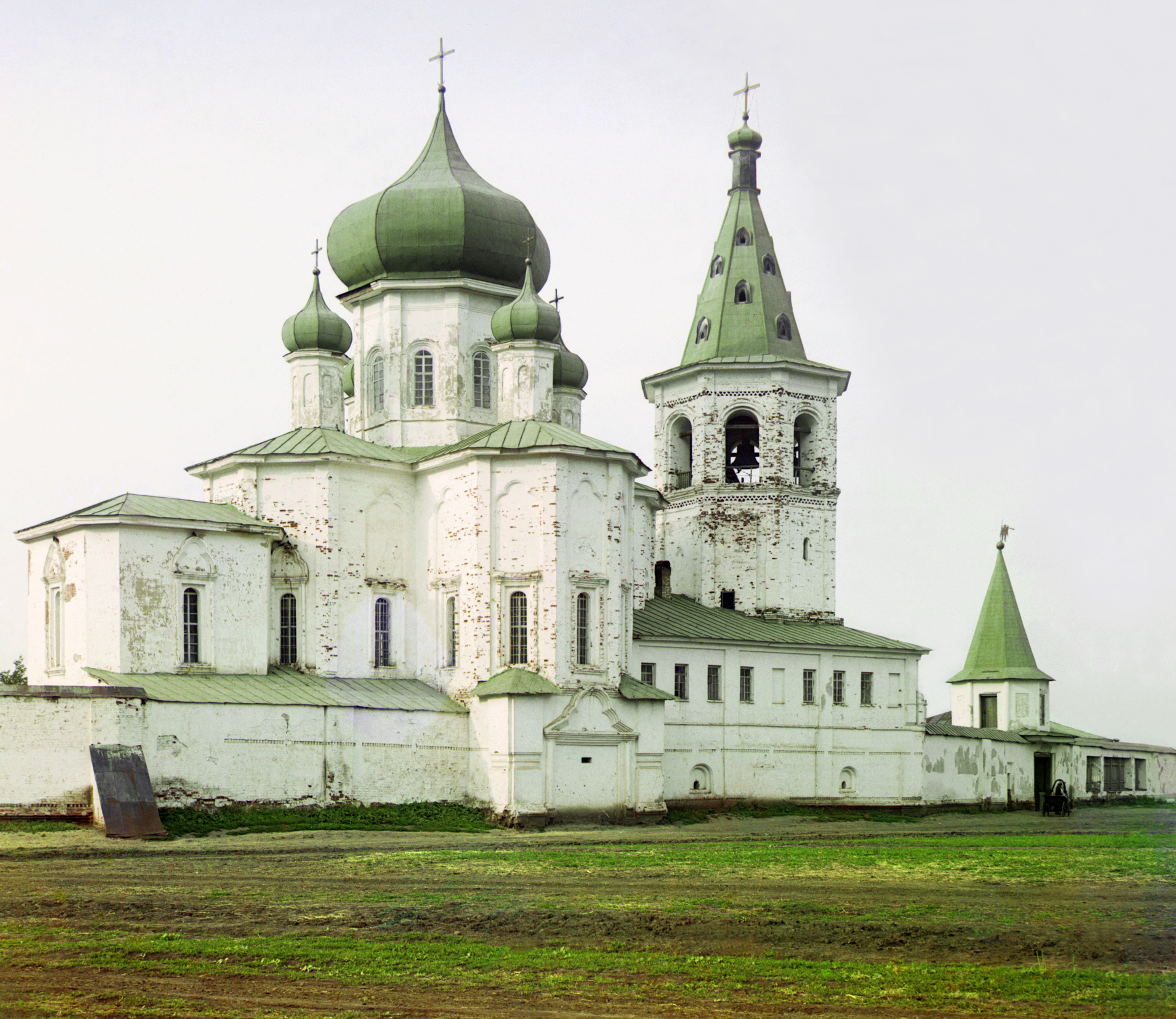
チュメニの至聖三者修道院（1912年撮影）
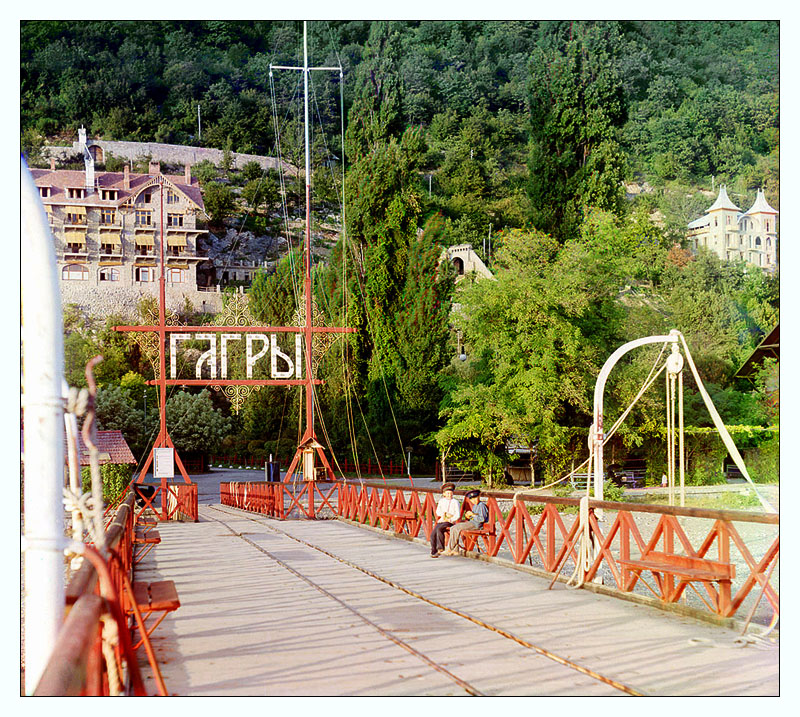
1905年～1915年の間に撮影したガグラの桟橋
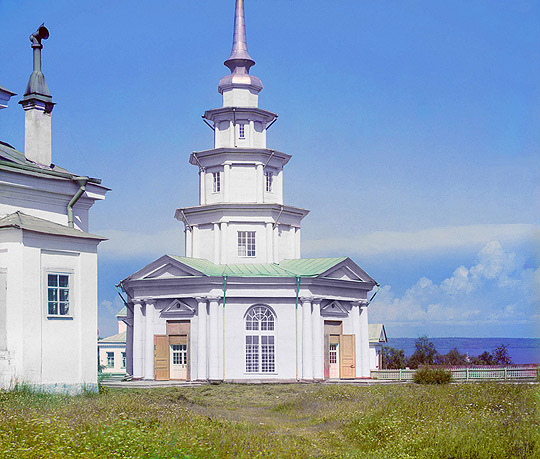
1711年に木造で創建され、1772年に改築されたペトル・パウェル聖堂（1912年ごろに撮影）。1924年に焼失した
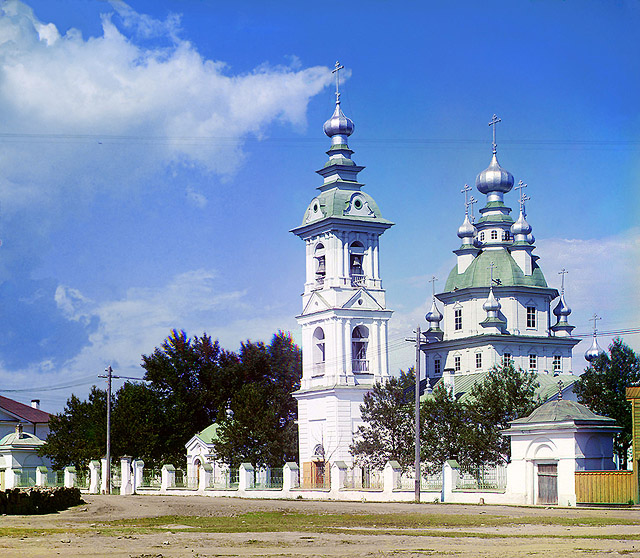
ペトロザヴォーツクの教会（1912年ごろに撮影）
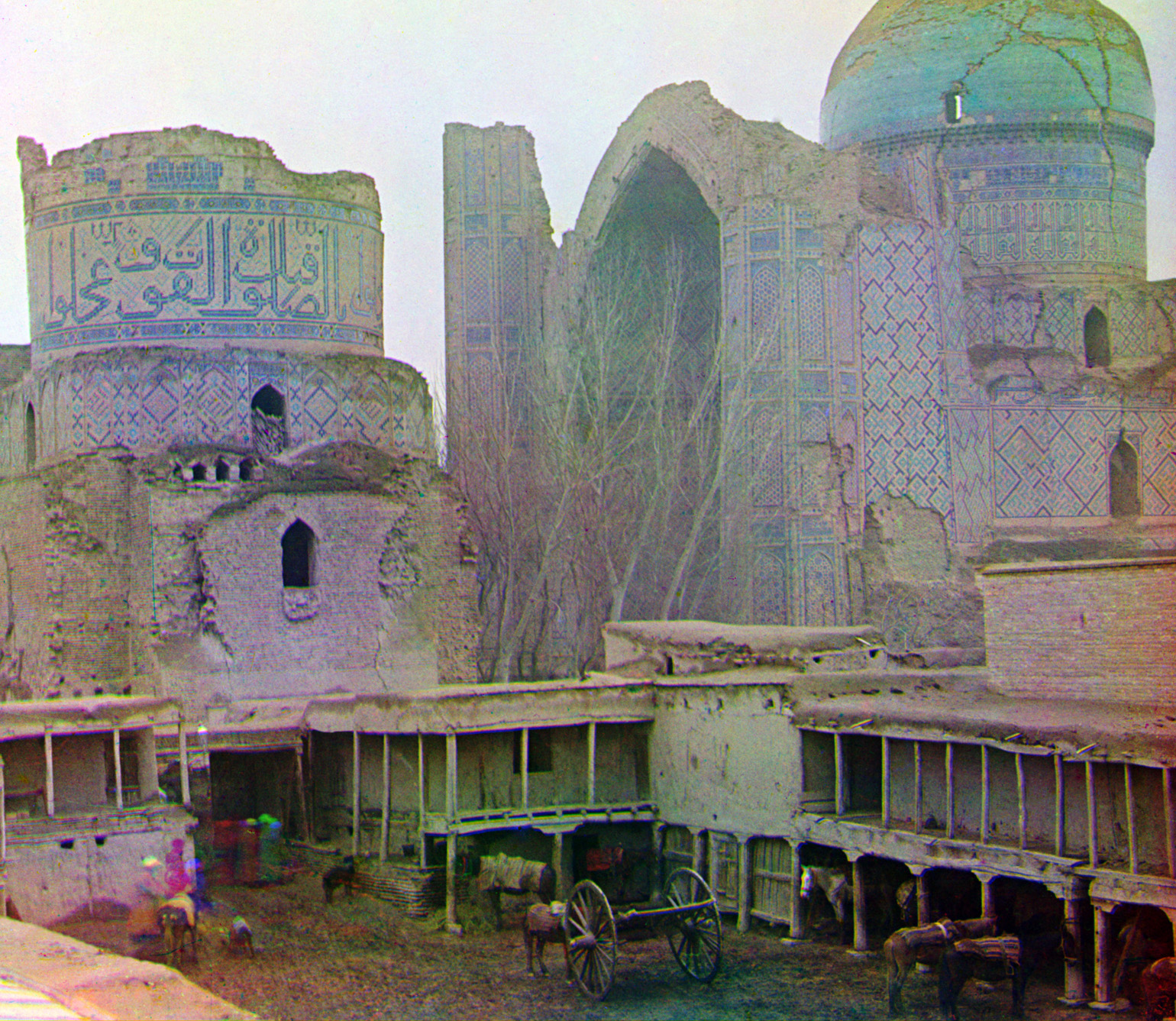
1905年から1915年までの間に撮影されたサマルカンドのビービー・ハーヌム・モスクの写真、1897年の地震によるモスクの崩壊の跡が見られる。
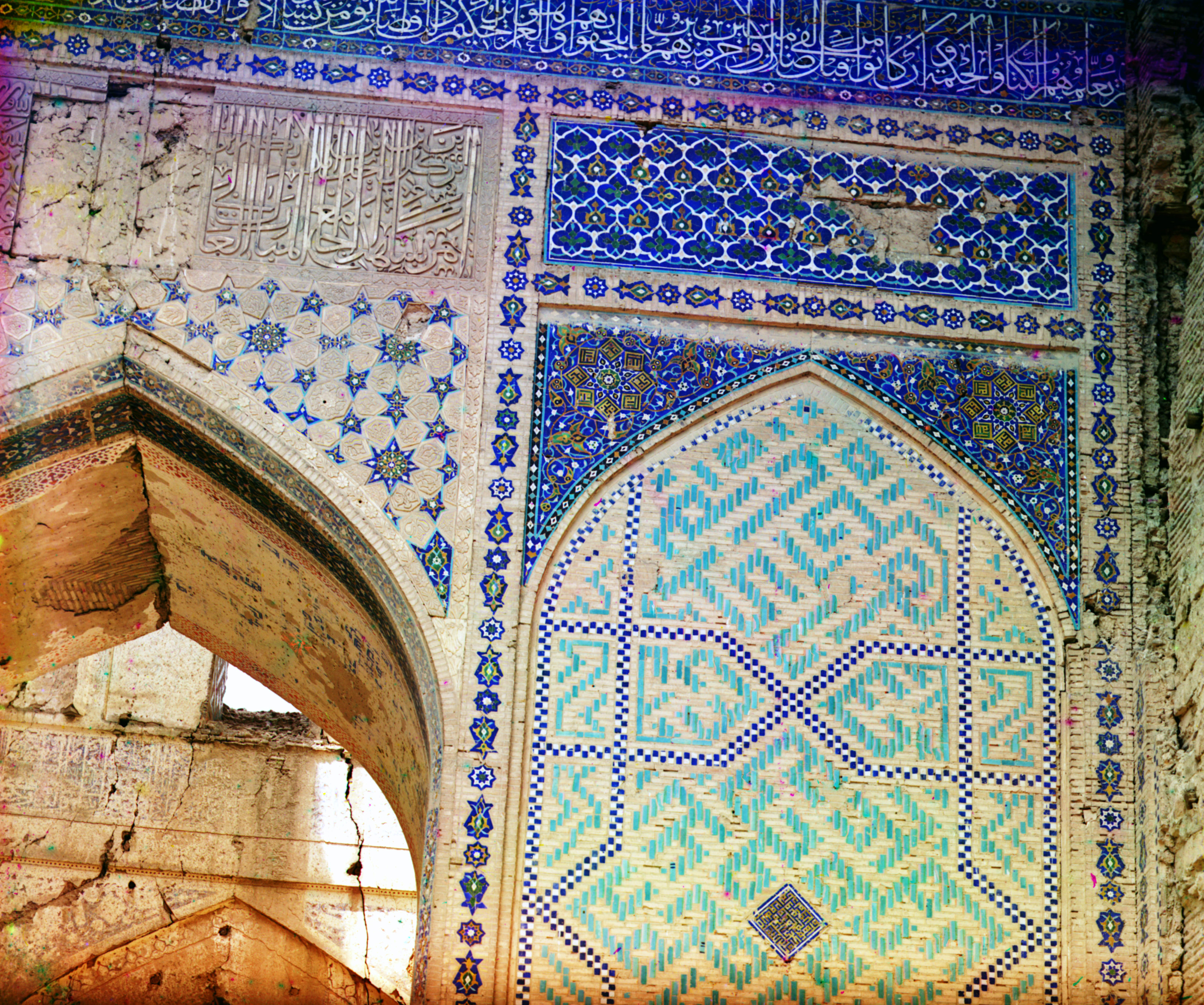
ビービー・ハーヌム・モスクの当時の外壁
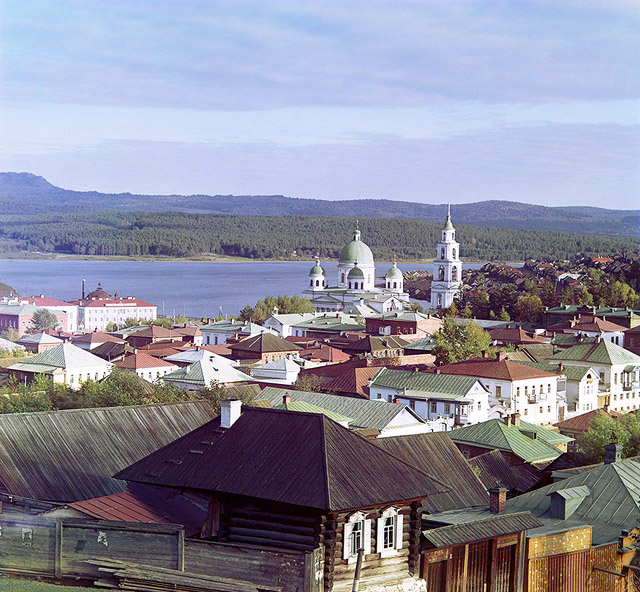
ズラトウースト（1912年ごろに撮影）
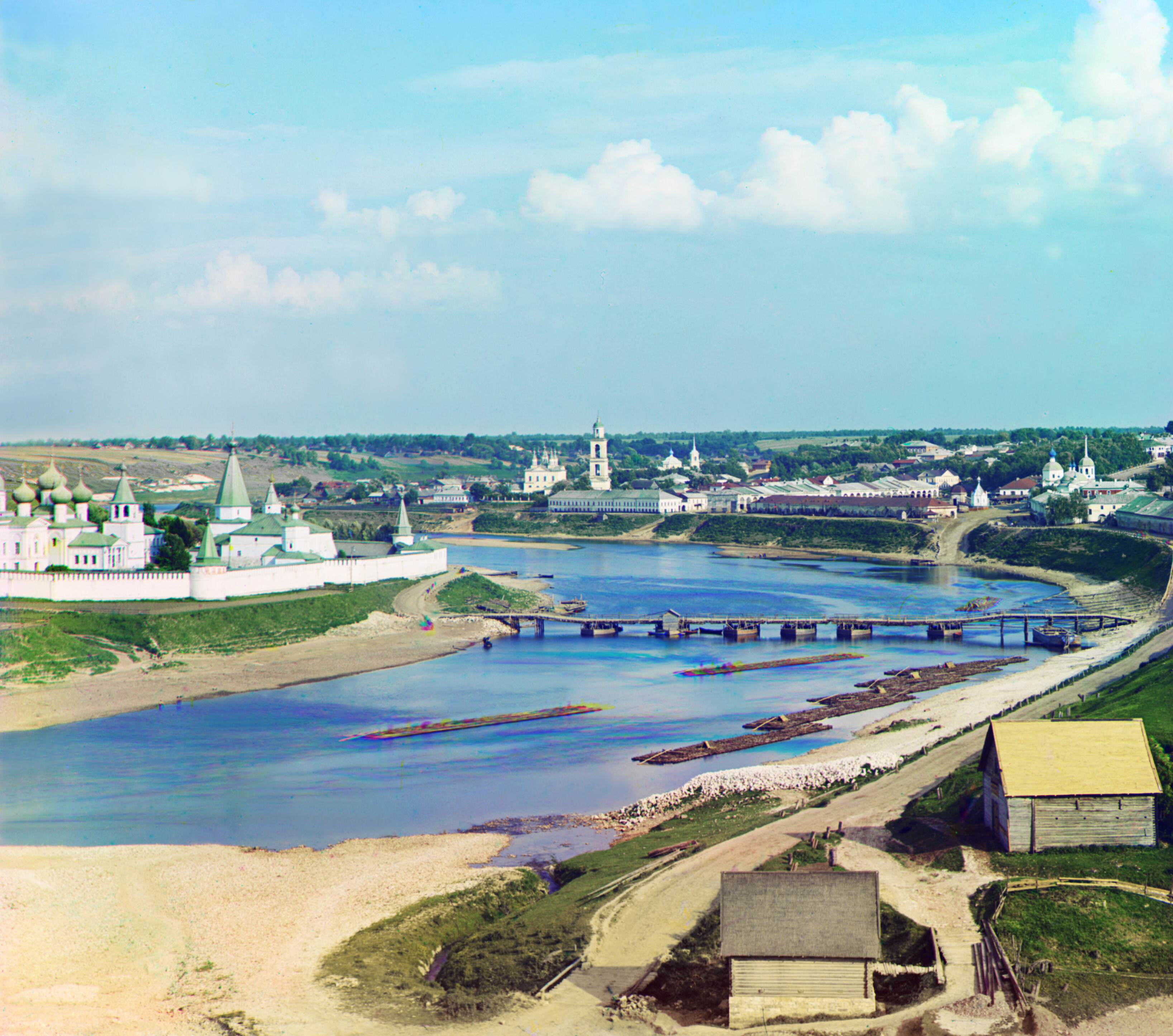
スターリツァとヴォルガ川（1912年ごろに撮影）
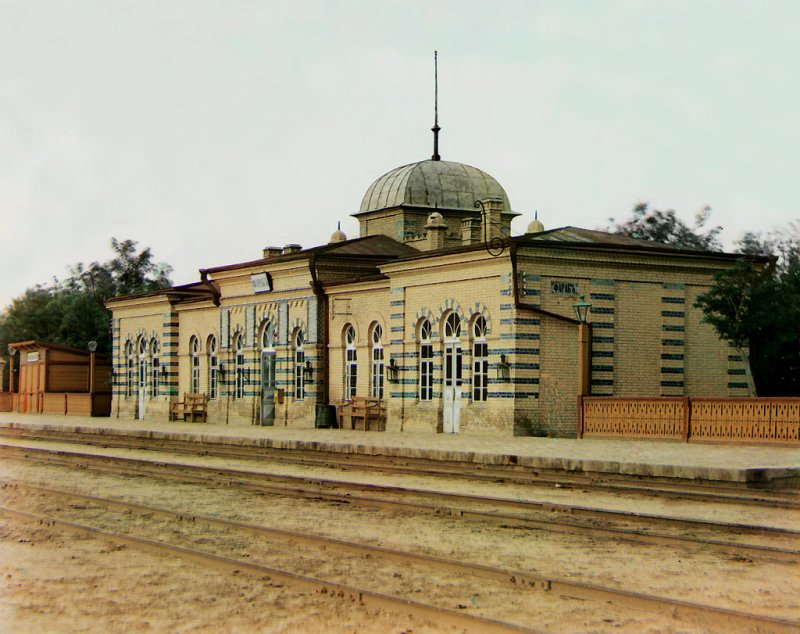
アムダリヤ川を渡って最初の駅、Farab駅, トルクメニスタン（1911年撮影）
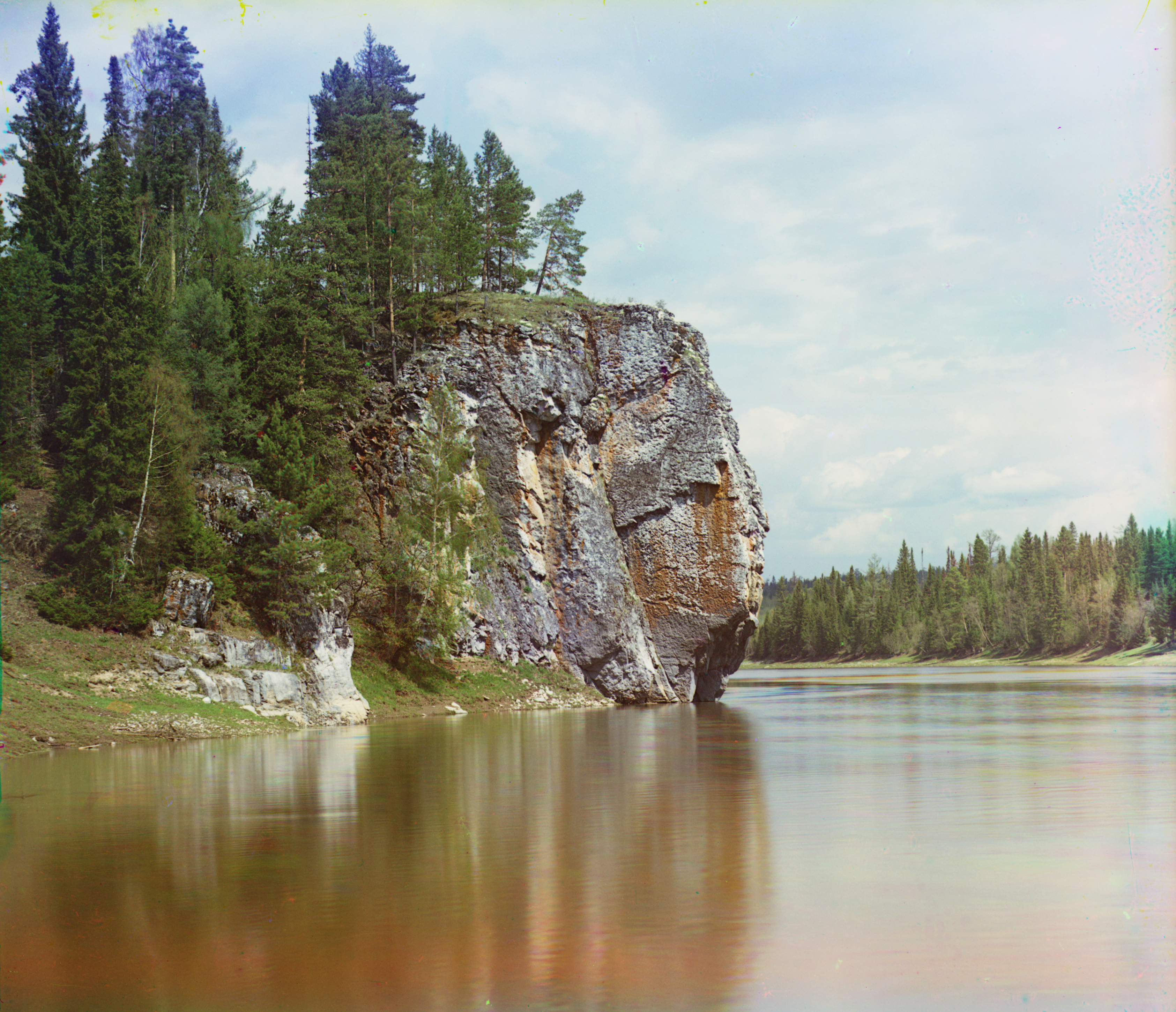
チュソヴァヤ川のマクシモフスキー岩。（1912年撮影）
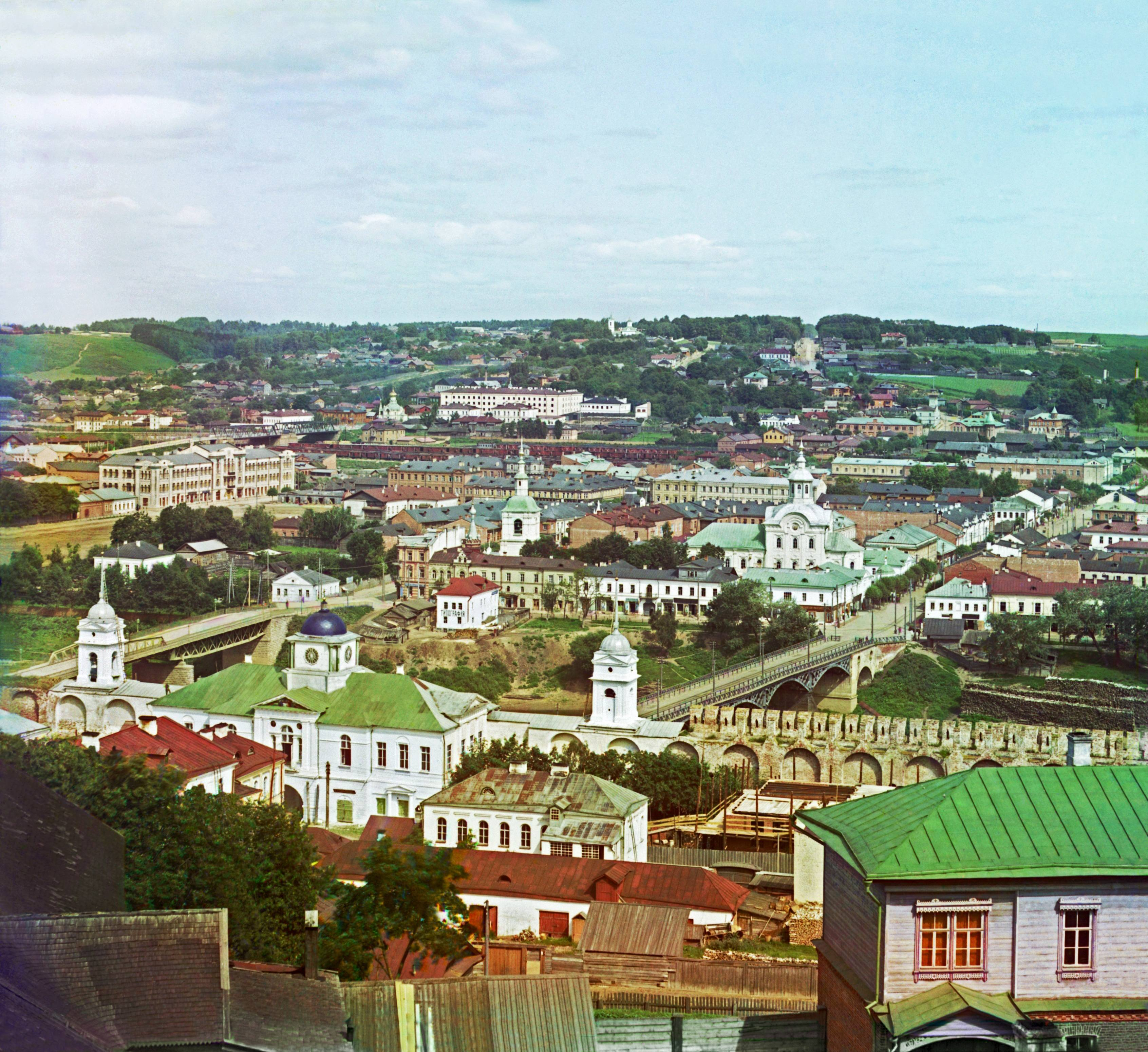
スモレンスクの街並（1912年撮影）
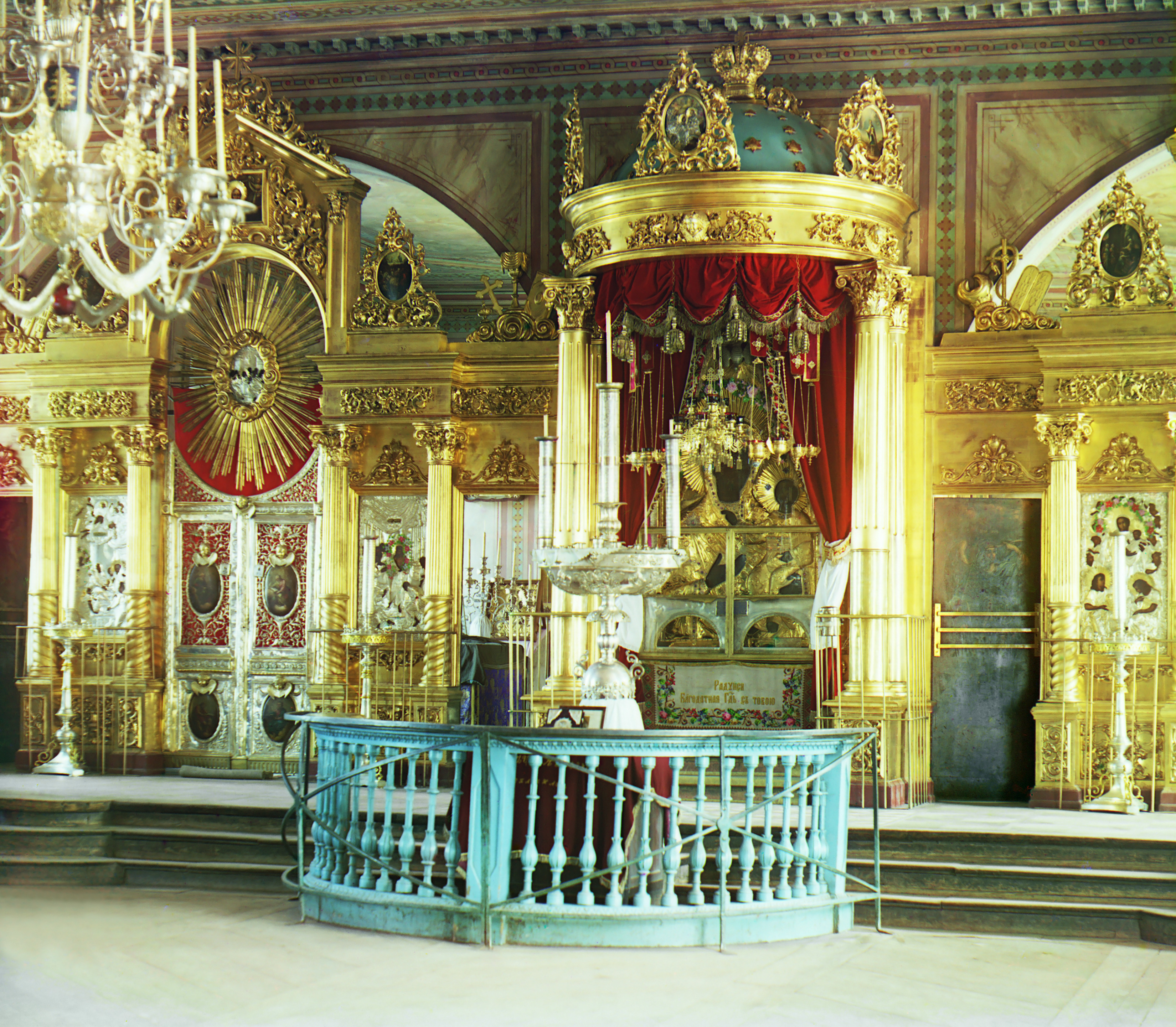
生神女就寝大聖堂 (スモレンスク)、1912年撮影。「オディギトリアの生神女」（スモレンスクの生神女）と呼ばれるイコンが納められた部分だが、イコンはこの後の独ソ戦での火災で失われた
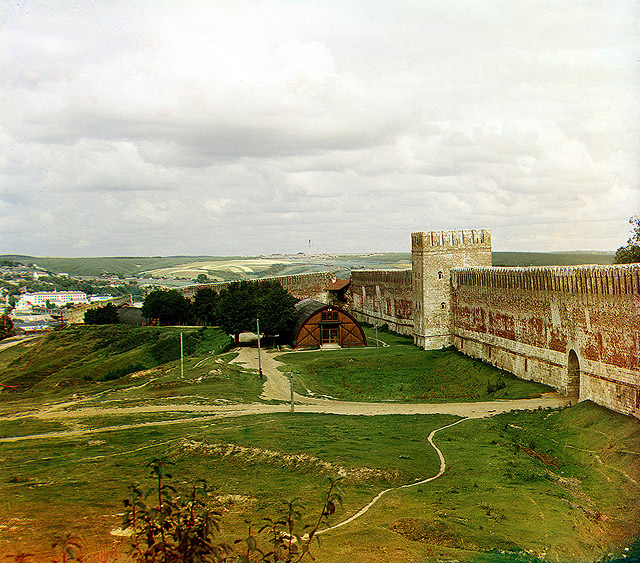
スモレンスクのクレムリンの城壁（1910年代に撮影）
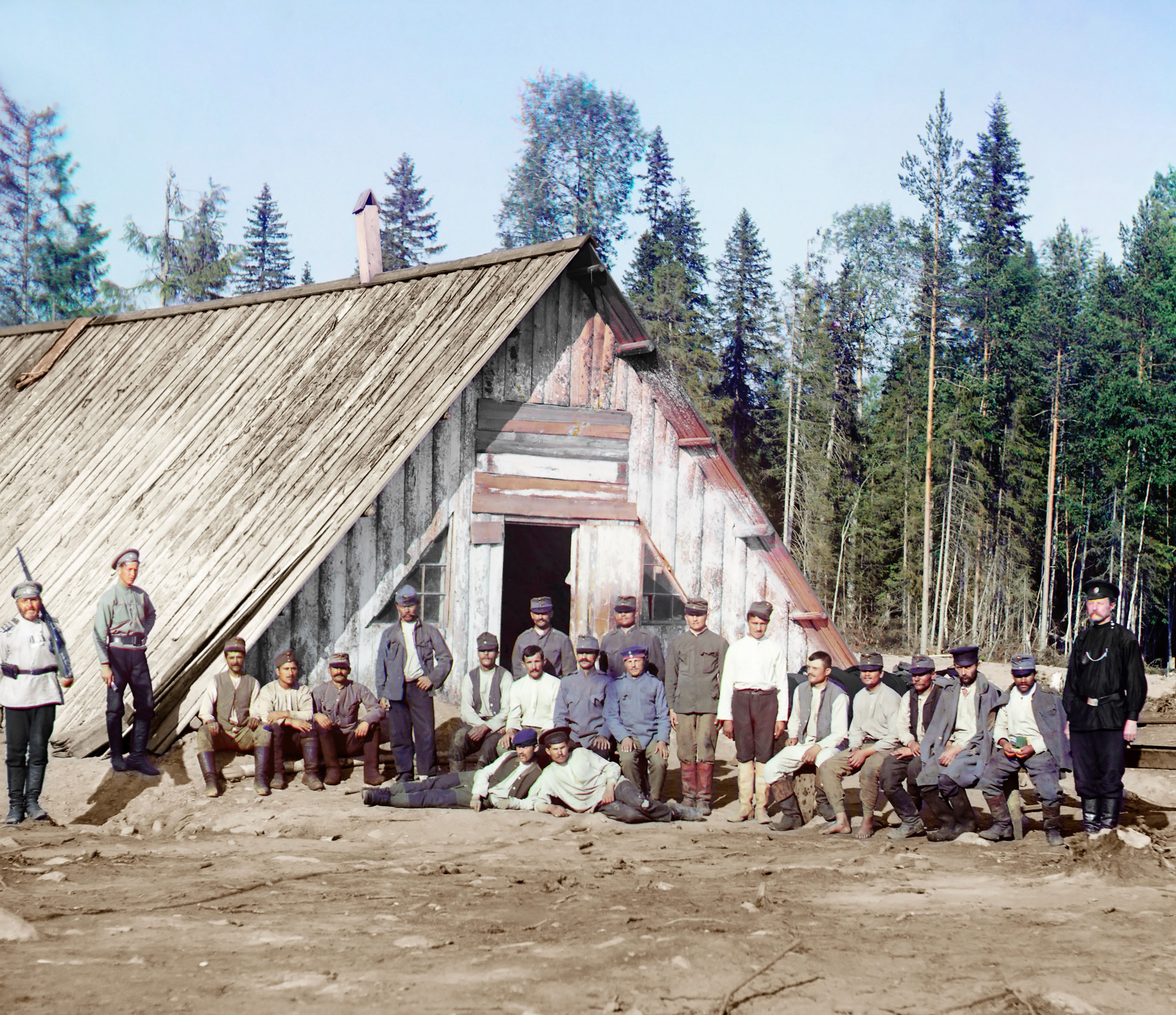
第一次世界大戦で捕虜となったオーストリア＝ハンガリー兵（1915年）
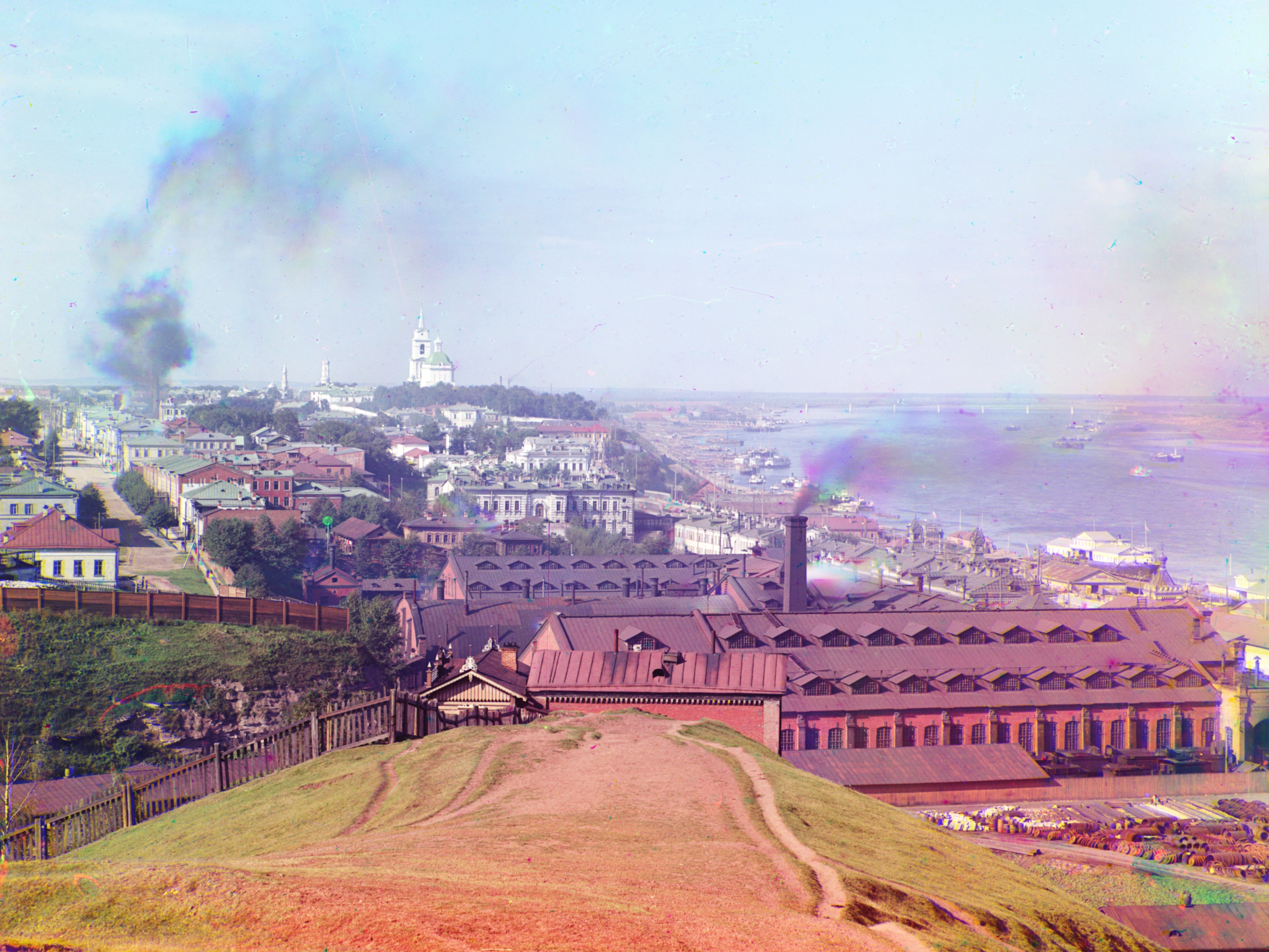
ペルミの街の全体図
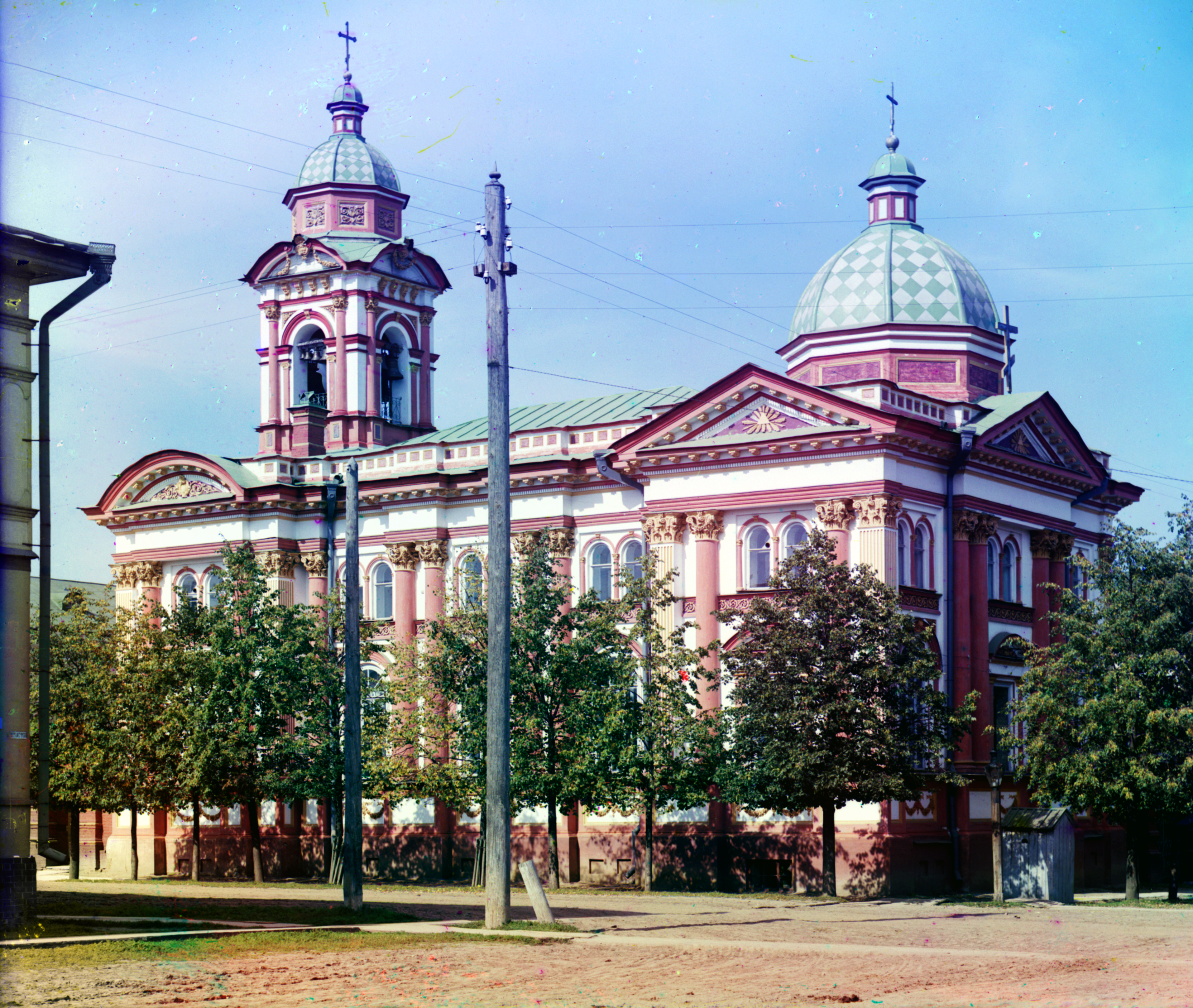
マリアマグダレン教会
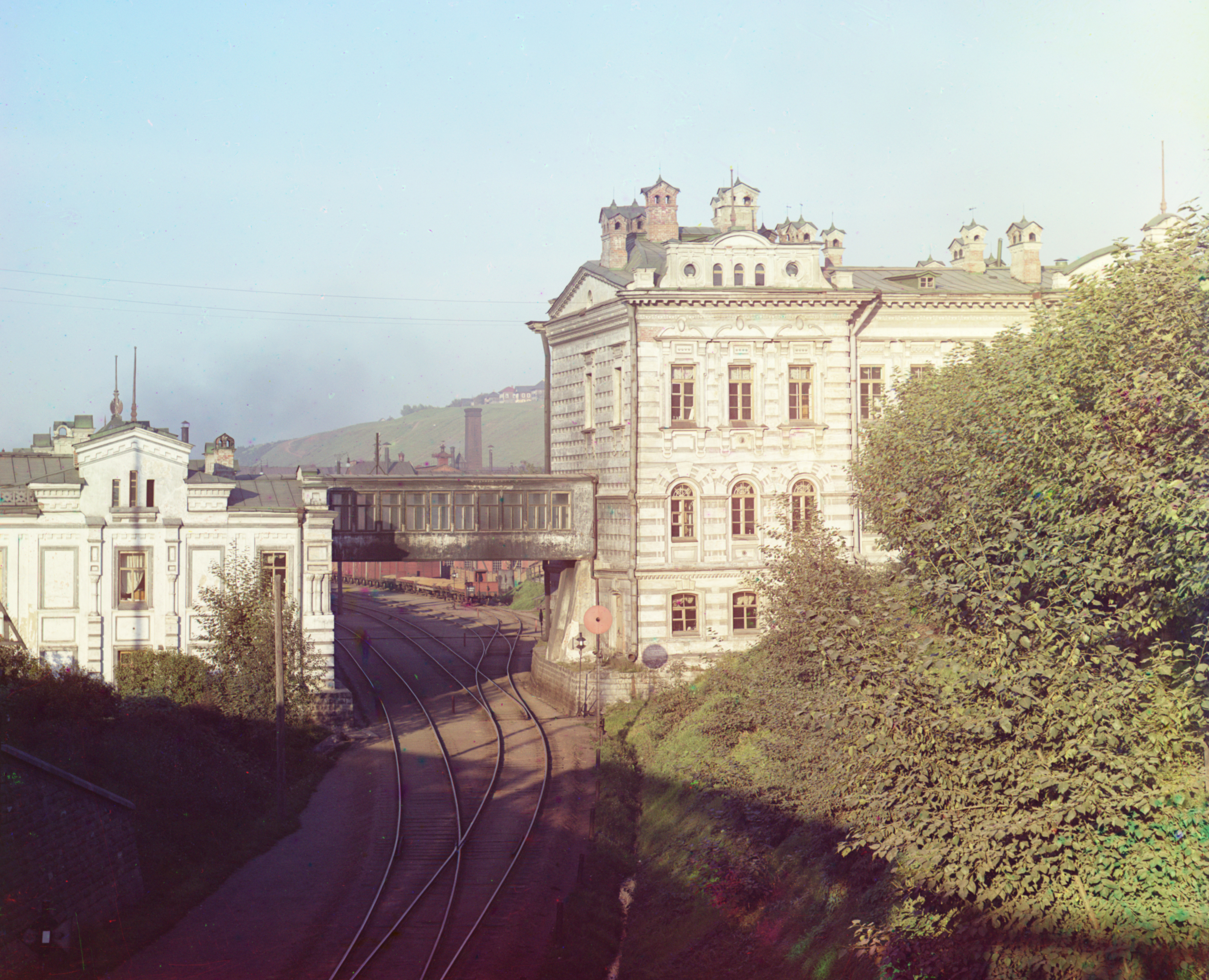
ペルミ市のウラル鉄道管理本部
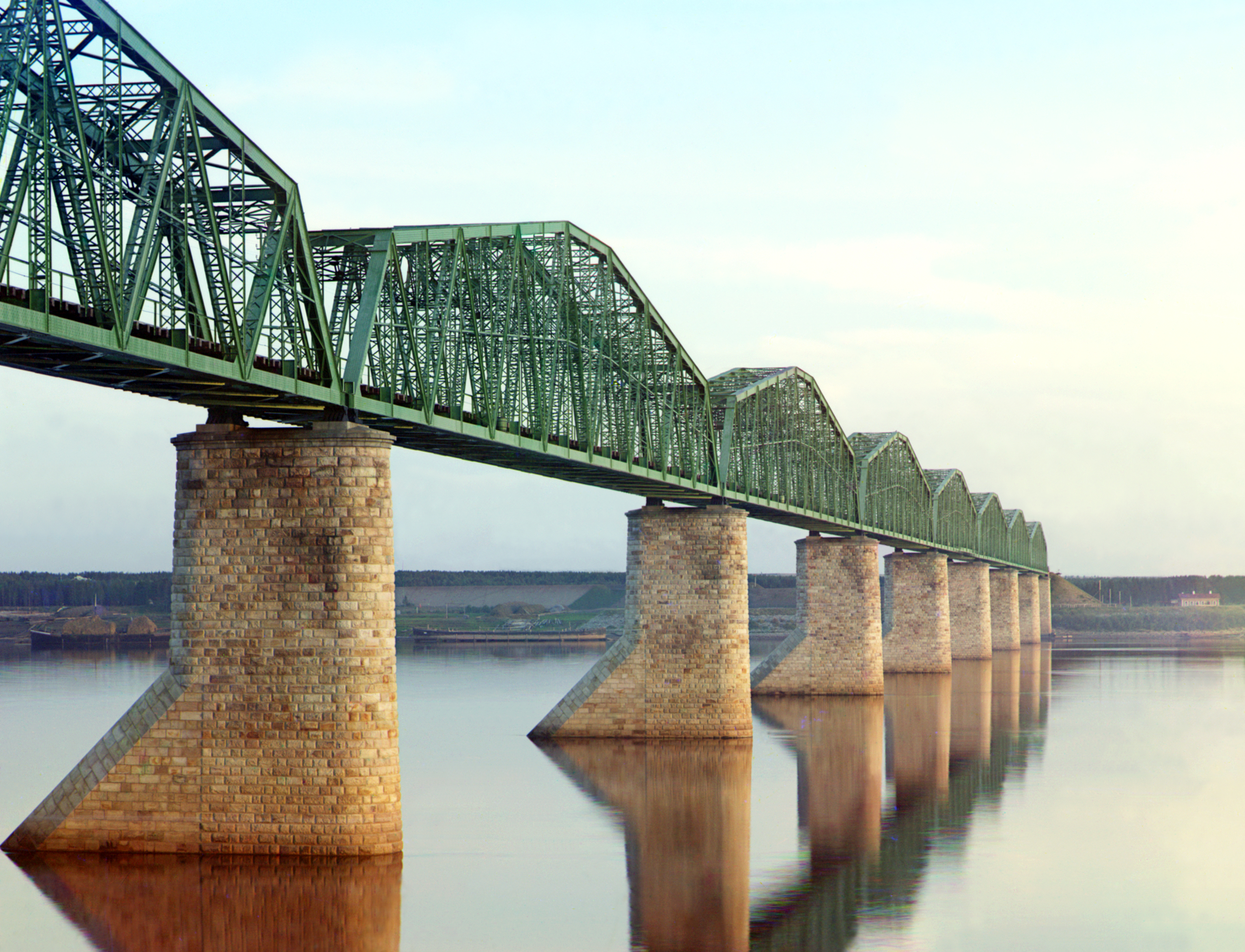
カマ川のトラス橋。1912年に撮影
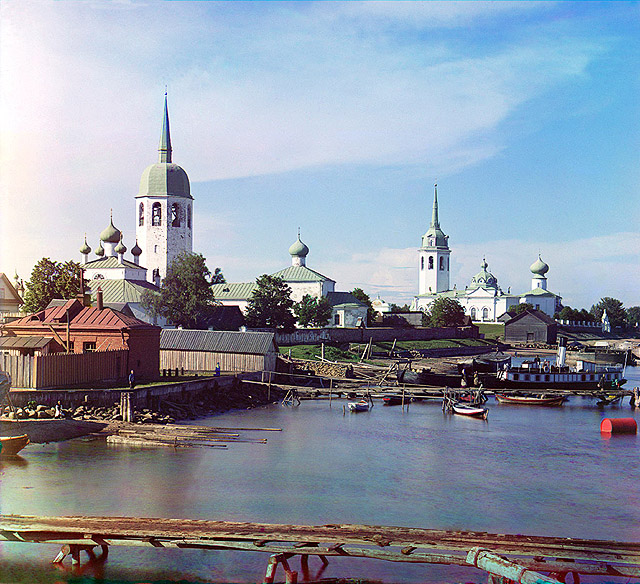
ノヴァヤ・ラドガ（1911年撮影）
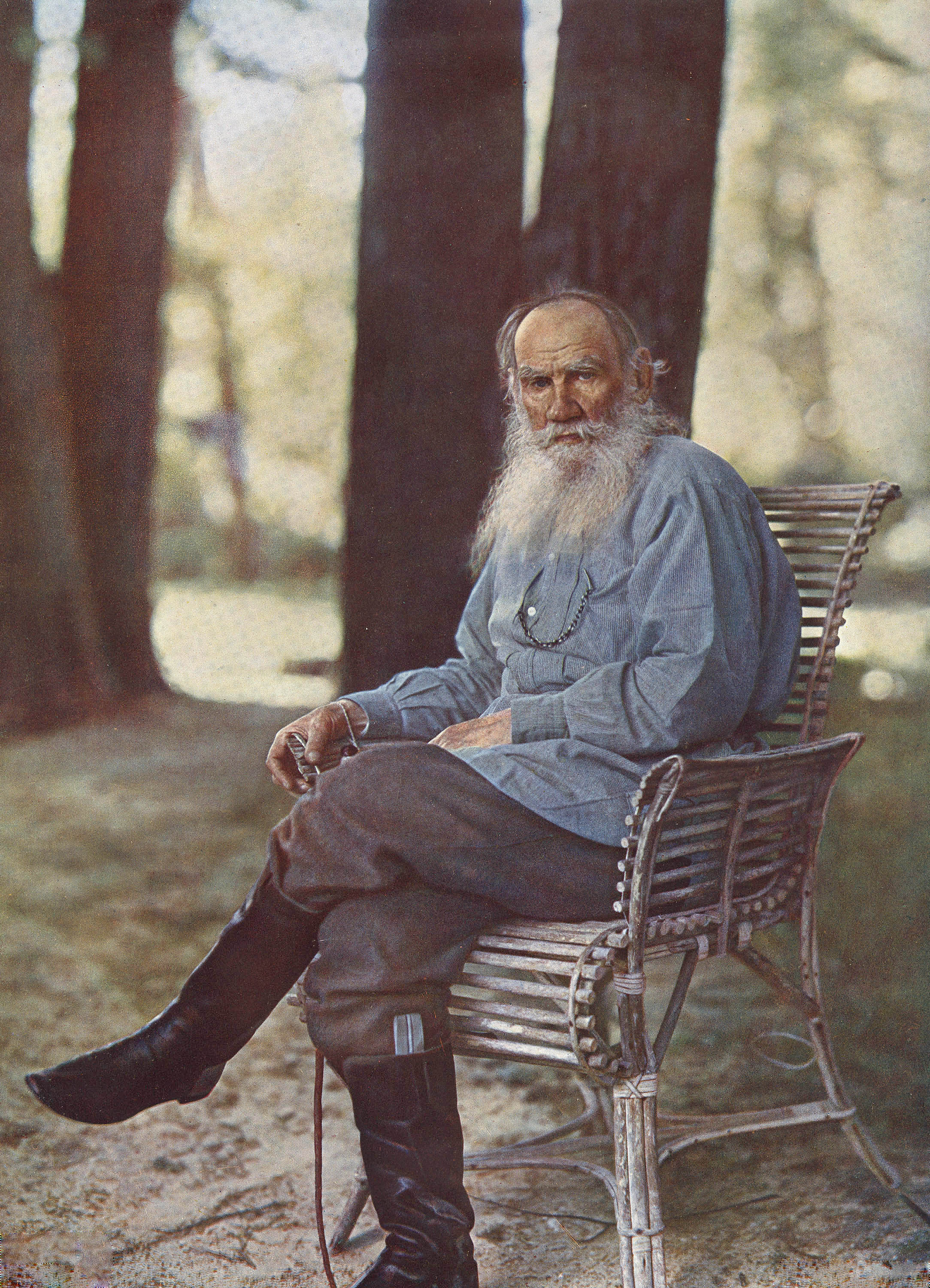
1908年、セルゲイ・プロクジン＝ゴルスキーがヤースナヤ・ポリャーナで撮影したレフ・トルストイ。
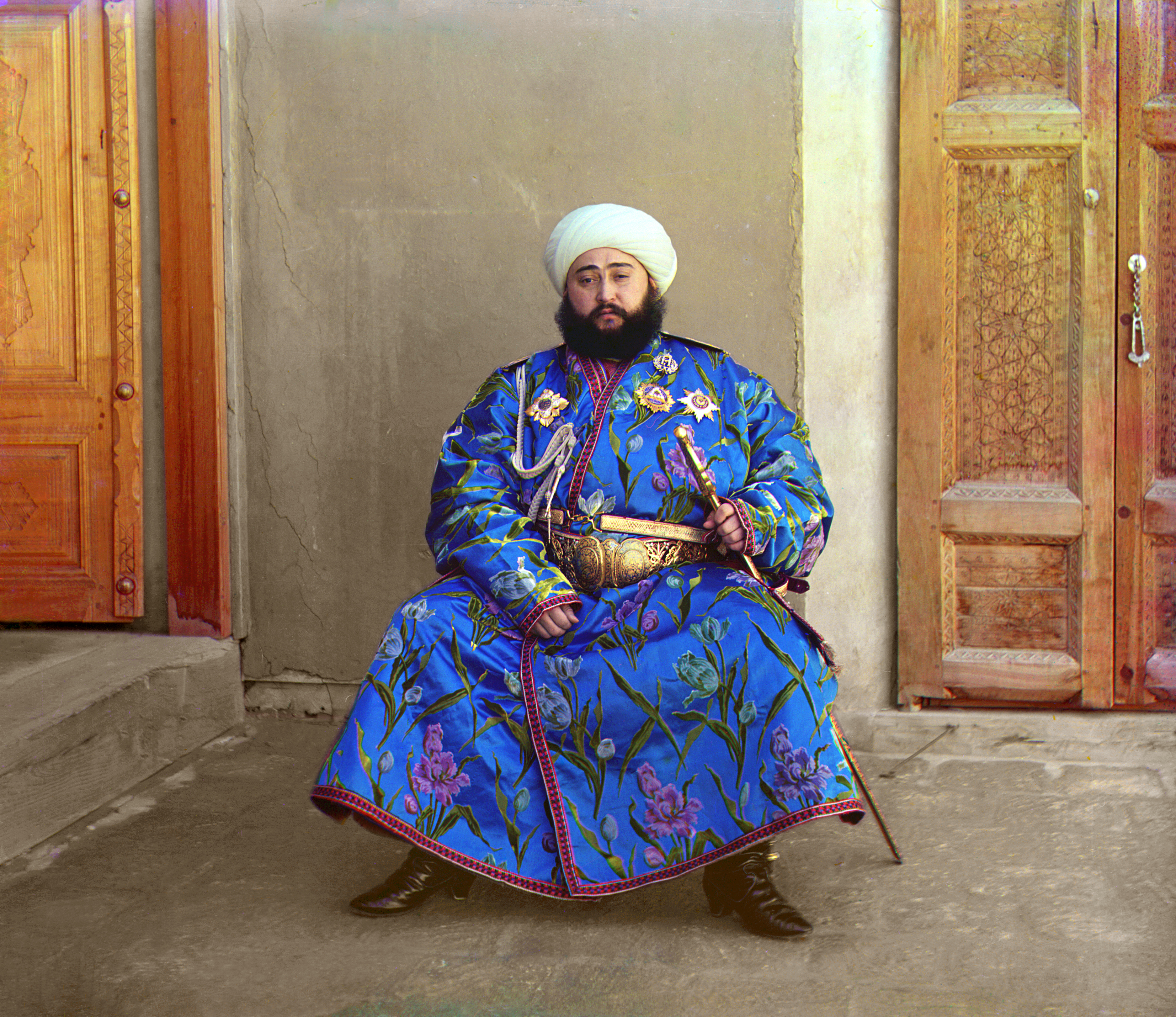
アーリム・ハーン 1911年撮影